# Allard M2
Der Allard M2 ist ein Sportcabriolet, den die britische Firma Allard 1951 bis 1952 als Nachfolger des Modells M baute.

## M2
Der M2 wird oft „Der Wal“ genannt, da seine neue Front einen A-förmigen Kühlergrill zeigt und die große, einteilige Motorhaube die Kotflügel integriert. Wie sein Vorgänger wurde der Wagen von einem seitengesteuerten V8-Motor aus dem Ford Pilot angetrieben. Dieser Motor hatte 3622 cm³ Hubraum (Bohrung × Hub = 77,79 mm × 95,25 mm) und war 6,1:1 verdichtet. Seine Leistung lag bei 85 bhp (62,5 kW) bei 3600/min. Er war mit einem manuellen Dreiganggetriebe mit Lenkradschaltung (ebenfalls aus dem Ford Pilot) ausgestattet und erreichte eine Höchstgeschwindigkeit von 136 km/h. Die Karosserie besteht aus Aluminiumpaneelen.
Der neue M2 wurde von den meisten Kunden abgelehnt, sodass nur sieben Exemplare verkauft werden konnten.

## M2X
Aufgrund der schlechten Verkaufszahlen wurde der M2 Ende 1951 durch den M2X ersetzt. Dies war im Prinzip die Cabrioletversion des Coupémodells P1. Die neue Vorderradaufhängung mit Schraubenfedern übernahm er vom J2, sodass mehr Platz im vorderen Fußraum zur Verfügung stand. Neben dem bekannten 3,6-Liter-Motor – allerdings nun wieder mit Schalthebel in der Wagenmitte - gab es auf Wunsch auch einen mit 4,4 Litern Hubraum.
Bis 1952 entstanden 25 Exemplare vom Typ M2X.